# Unterseeboot 59 (1939)
Pour les articles homonymes, voir Unterseeboot 59.
Le Unterseeboot 59 ou U-59 est un sous-marin allemand (U-Boot) de type II.C de la Kriegsmarine de la Seconde Guerre mondiale.
Comme les sous-marins de type II étaient trop petits pour des missions de combat dans l'océan Atlantique, il a été affecté principalement dans la Mer du Nord.

## Historique
Mis en service le 4 mars 1939, l'U-59 est utilisé comme sous-marin d'entrainement, dans la Unterseebootsflottille "Emsmann".
Il réalise sa première patrouille de guerre, quittant le port de Heligoland, le 29 août 1939, aux ordres de son commandant, l'Oberleutnant zur See Harald Jürst. Il rejoint Kiel le 11 septembre 1939 après quatorze jours en mer.
L'Unterseeboot 59 a effectué treize patrouilles, coulant dix-sept navires marchands pour un total de 34 130 tonneaux, deux navires de guerre auxiliaire pour un total de 864 tonneaux et a endommagé un navire marchand de 8 009 tonneaux et un autre de manière irrécupérable, de 4 943 tonneaux, avec un total de 171 jours en mer.
Le 1er janvier 1940, l'U-59 est affecté à la 1. Unterseebootsflottille
Le 5 mai 1940, l'U-59 est attaqué par un sous-marin ennemi en mer du Nord et observe le sillage d'une torpille passant à environ 100 mètres de sa poupe.
Sa treizième patrouille commence le 17 octobre 1940, quittant Bergen sous les ordres de Joachim Matz et rejoint Kiel quatre jours plus tard le 20 octobre 1940.
Il quitte le service actif et rejoint le 1er janvier 1941 la 22. Unterseebootsflottille à Gotenhafen pour servir de navire-école, puis identiquement à partir du 1er juillet 1944 à la 19. Unterseebootsflottille à Pillau.
Il est désarmé en avril 1945 à Kiel.
Le 3 mai 1945, obéissant aux ordres de l'amiral Karl Dönitz lors de l'Opération Regenbogen, l'U-59 est sabordé à l'arsenal de Kiel à la position géographique de 54° 19′ N, 10° 10′ E. Après guerre, il est démoli.

## Affectations
- Unterseebootsflottille "Emsmann" à Kiel du 4 mars au 31 décembre 1939 (entrainement)
- 1. Unterseebootsflottille à Kiel du 1er janvier au 31 décembre 1940 (service active)
- 22. Unterseebootsflottille à Gotenhafen du 1er janvier 1941 au 30 juin 1944 (navire-école)
- 19. Unterseebootsflottille à Pillau du 1er juillet 1944 au 1er avril 1945 (navire-école)

## Commandements
- Kapitänleutnant Harald Jürst du 4 mars 1939 au 17 juillet 1940
- Joachim Matz du 18 juillet au 10 novembre 1940
- Kapitänleutnant Siegfried Freiherr von Forstner du 11 novembre 1940 au 16 avril 1941
- Oberleutnant zur See Günter Gretschel du 17 avril à décembre 1941
- Günter Poser de décembre 1941 au 15 juillet 1942
- Oberleutnant zur See Karl-Heinz Sammler du 16 juillet 1942 au 10 juin 1943
- Oberleutnant zur See Hans-Jürgen Schley du 11 juin 1943 au 30 juin 1944
- Leutnant zur See Herbert Walther de juillet 1944 à avril 1945

Nota: Les noms de commandants sans indication de grade signifie que leur grade n'est pas connu avec certitude à notre époque à la date de la prise de commandement.

## Patrouilles
|       | Commandant          | Départ           | Départ        | Arrivée           | Arrivée       | Jours     | Succès   |
| ----- | ------------------- | ---------------- | ------------- | ----------------- | ------------- | --------- | -------- |
| 1     | Oblt. Harald Jürst  | 29 août 1939     | Heligoland    | 11 septembre 1939 | Kiel          | 14 jours  |          |
| 2     | Oblt. Harald Jürst  | 22 octobre 1939  | Kiel          | 9 novembre 1939   | Kiel          | 19 jours  | 1 470    |
| 3     | Oblt. Harald Jürst  | 30 novembre 1939 | Kiel          | 8 décembre 1939   | Wilhelmshaven | 9 jours   | 705      |
| 4     | Oblt. Harald Jürst  | 14 décembre 1939 | Wilhelmshaven | 19 décembre 1939  | Kiel          | 6 jours   | 5 393    |
| 5     | Kptlt. Harald Jürst | 14 janvier 1940  | Kiel          | 22 janvier 1940   | Wilhelmshaven | 9 jours   | 1 296    |
| 6     | Kptlt. Harald Jürst | 18 mai 1940      | Wilhelmshaven | 8 février 1940    | Wilhelmshaven | 11 jours  | 2 400    |
| 7     | Kptlt. Harald Jürst | 14 mars 1940     | Wilhelmshaven | 20 mars 1940      | Wilhelmshaven | 7 jours   |          |
| 8     | Kptlt. Harald Jürst | 31 mars 1940     | Wilhelmshaven | 7 mai 1940        | Kiel          | 38 jours  | 2 118    |
| 9     | Joachim Matz        | 18 juillet 1940  | Kiel          | 4 août 1940       | Bergen        | 18 jours  | 1 981    |
| 10    | Joachim Matz        | 8 août 1940      | Bergen        | 19 août 1940      | Lorient       | 12 jours  | 2 339    |
| 11    | Joachim Matz        | 26 août 1940     | Lorient       | 3 septembre 1940  | Lorient       | 9 jours   | 17 568   |
| 12    | Joachim Matz        | 7 septembre 1940 | Lorient       | 21 septembre 1940 | Lorient       | 15 jours  |          |
|       | Joachim Matz        | 3 octobre 1940   | Lorient       | 15 octobre 1940   | Bergen        | 13 jours  | 12 676   |
| 13    | Joachim Matz        | 17 octobre 1940  | Bergen        | 20 octobre 1940   | Kiel          | 4 jours   |          |
| Total | Total               | Total            | Total         | Total             | Total         | 171 jours | 47 946 t |

Note : Oblt. = Oberleutnant zur See - Kptlt. = Kapitänleutnant

Nota: Les noms de commandants sans indication de grade signifie que leur grade n'est pas connu avec certitude à notre époque à la date de la prise de commandement

## Navires coulés
L'Unterseeboot 59 a coulé 17 navires marchands pour un total de 34 130 tonneaux, 2 navires de guerre auxiliaire pour un total de 864 tonneaux et a endommagé 1 navire marchand de 8 009 tonneaux et un autre de manière irrécupérable de 4 943 tonneaux au cours des 13 patrouilles (171 jours en mer) qu'il effectua.
| Date             | Nom                | Nationalité     | Tonnage (GRT) | Fait                      |
| ---------------- | ------------------ | --------------- | ------------- | ------------------------- |
| 28 octobre 1939  | Lynx II            | Grande-Bretagne | 250           | Coulé                     |
| 28 octobre 1939  | St. Nidian         | Grande-Bretagne | 565           | Coulé                     |
| 30 octobre 1939  | HMS Northern Rover | Grande-Bretagne | 655           | Coulé                     |
| 6 décembre 1939  | HMS Washington     | Grande-Bretagne | 209           | Coulé (Mine)              |
| 12 décembre 1939 | Marwick Head       | Grande-Bretagne | 496           | Coulé (Mine)              |
| 16 décembre 1939 | Glitrefjell        | Norvège         | 1 568         | Coulé                     |
| 16 décembre 1939 | Lister             | Suède           | 1 366         | Coulé                     |
| 17 décembre 1939 | Bogø               | Danemark        | 1 214         | Coulé                     |
| 17 décembre 1939 | Jaegersborg        | Danemark        | 1 245         | Coulé                     |
| 19 janvier 1940  | Quiberon           | France          | 1 296         | Coulé                     |
| 1er février 1940 | Ellen M.           | Grande-Bretagne | 498           | Coulé                     |
| 2 février 1940   | Creofield          | Grande-Bretagne | 838           | Coulé                     |
| 2 février 1940   | Portelet           | Grande-Bretagne | 1 064         | Coulé                     |
| 6 avril 1940     | Navarra            | Norvège         | 2 118         | Coulé                     |
| 1er août 1940    | Sigyn              | Suède           | 1 981         | Coulé                     |
| 14 août 1940     | Betty              | Grande-Bretagne | 2 339         | Coulé                     |
| 30 août 1940     | Anadara            | Grande-Bretagne | 8 009         | Endommagé                 |
| 30 août 1940     | San Gabriel        | Grèce           | 4 943         | Endommagé - Irrécupérable |
| 31 août 1940     | Bibury             | Grande-Bretagne | 4 616         | Coulé                     |
| 7 octobre 1940   | Touraine           | Norvège         | 5 811         | Coulé                     |
| 12 octobre 1940  | Pacific Ranger     | Grande-Bretagne | 6 865         | Coulé                     |

### Sources
- (en) Cet article est partiellement ou en totalité issu de l’article de Wikipédia en anglais intitulé « German submarine U-59 (1938) » (voir la liste des auteurs).